# Eudoksije Antiohijski
Eudoksije Antiohijski (grčki Ευδόξιος; ? — 370.) bio je osmi nadbiskup Carigrada (360. — 370.). Poznat kao vatreni sljedbenik učenja Arija, bio je isprva biskup Germanicije i Antiohije, a rođen je u Arabissosu.
Car Konstancije II. je dopustio da Eudoksije postane nadbiskup te je on tako naslijedio Makedonija I., ali su njegova uvjerenja smatrana veoma kontroverznima. Nakon smrti ga je naslijedio nadbiskup Demofil Carigradski.
| prethodnik Makedonije I. Konstantinopolski | Nadbiskup Konstantinopola | nasljednik Demofil Carigradski |